# Никарагва
Никарагва (шп. Nicaragua), званично Република Никарагва (шп. República de Nicaragua), држава је у средњој Америци. Смештена је између 11. и 14. степена СГШ. Према северу се граничи са Хондурасом, а према југу са Костариком. Излази на Тихи океан према западу, док према истоку има излаз на Карипско море. Према физичко-географским карактеристикама може се поделити на три веће области: Пацифичка низија; средишње планине; и Карипска низија. На пацифичкој обали Никарагве налазе се два највећа језера у Средњој Америци – Манагва и Никарагва. Ова језера окружују плодне равнице које се пружају према северозападу дуж раседне долине залива Фонсека. Тамошње земљиште је обогаћено пепелом са оближњих вулкана. Никарагва обилује биолошки веома важним и јединственим екосистемима чиме доприноси богатству флоре и фауне у Средњој Америци. Главни град, Манагва, трећи је град по броју становника у Средњој Америци.
Шпанско царство покорило је ову област у 16. веку. Никарагва је независност од Шпаније стекла 1821. године. Након независности, Никарагва је прошла кроз раздобља политичких немира, диктатуре, и финансијске кризе – што су били главни узроци Никарагванске револуције током шездесетих и седамдесетих година 20. века. Данас је Никарагва парламентарна демократија која током последњих година има политичку стабилност и бележи привредни раст. Од 2007. председник државе је Данијел Ортега.
Мешавина културних традиција је створила значајну разноликост у фолклору, кухињи, музици и књижевности, посебно овој другој, с обзиром на књижевне доприносе никарагванских песника и писаца као што је Рубен Дарио. Позната као „земља језера и вулкана“, Никарагва је такође дом резервата биосфере Босавас, друге по величини прашуме у Америци. Биолошка разноликост, топла тропска клима и активни вулкани чине Никарагву све популарнијом туристичком дестинацијом.

## Етимологија
Када је Колумбо стигао 1502. године, открио је да северним делом земље владају сумо Американци, источним делом Мискитоси, а земљом око језера Никарагва и Манагва земљорадничка племена. Индијанско племе на северу звало се Никарао, а Шпанци су узели део њиховог имена за земљу. Када су конквистадори почели да истражују ово подручје, били су импресионирани присуством великих водених површина у центру земље. Као резултат тога, одлучили су да комбинују име Никарао са 'агва', шпанском речју за воду, и назову нову територију Никарагва.

## Географија
Никарагва се простире на површини од 130.967 km2 и може се поделити на три физичко-географске целине: Пацифичку низију, Америске планине, и Обалу комараца (атлантско приобаље). Природни ресурси низија на атлантској обали, широких 97 km, експлоатишу се дуже време.
На пацифичкој страни Никарагве налазе се два највећа слатководна језера у Средњој Америци – Манагва и Никарагва. Плодне равнице окружују ова језера и пружају се према северозападу дуж долине рифтова залива Фонсека. Њихово земљиште је обогаћено вулканским пепелом са оближњих вулкана у средишњим планинама. Захваљујући обиљу биолошки значајних и јединствених екосистема, Никарагва даје значајан допринос разноврсности флоре и фауне Средње Америке.
Скоро петину Никарагве чине заштићене области као што су национални паркови, резервати природе, и биолошки резервати. Према северу Никарагва се граничи са Хондурасом, на истоку излази на Карипско море, према југу се граничи са Костариком, а на западу излази на Тихи океан. Геофизички, Никарагву окружују Карипски плато, океанска тектонска плоча испод Средње Америке и Кокосов плато. У Никарагви се налази највећи број средњоамеричких вулкана.

### Клима
На западу земље, низије се састоје од широке, вруће, плодне равнице. Преко ове равнице леже неколико великих вулкана планинског ланца Кордиљера Лос Марибиос, укључујући Момбачо одмах изван Гранаде и Момотомбо близу Леона. Низијско подручје протеже се од залива Фонсека до пацифичке границе Никарагве са Костариком јужно од Никарагвског језера. Језеро Никарагва је највеће слатководно језеро у Централној Америци (20. највеће на свету), и дом је неких од ретких слатководних ајкула на свету (никарагванска ајкула). Тихоокеанска регија низија је најмногољуднија, са више од половине националног становништва.
Ерупције 40 вулкана западне Никарагве, од којих су многи и даље активни, понекад су опустошиле насеља, али су и земљу обогатиле слојевима плодног пепела. Геолошка активност која производи вулканизам такође рађа снажне земљотресе. Потреси се редовно дешавају широм пацифичке зоне, а земљотреси су скоро више пута уништили главни град Манагву.
Северна Никарагва је најразноликија регија која производи кафу, стоку, млечне производе, поврће, дрво, злато и цвеће. Простране шуме, реке и географија погодне су за екотуризам.
Централно горје је знатно мање насељено и економски развијено подручје на северу, између језера Никарагва и Кариба. Овај регион има дужу, влажнију кишну сезону од пацифичке низије, чинећи ерозију проблемом на његовим стрмим падинама. Нераван терен, сиромашно земљиште и мала густина насељености карактеришу подручје у целини, али северозападне долине су плодне и добро насељене.
Подручје има хладнију климу од пацифичке низије. Отприлике четвртина пољопривреде земље одвија се у овом региону, а кафа се узгаја на вишим падинама. Храстова, борова, маховине, папрати и орхидеја има пуно у облачним шумама региона.
Ову велику кишну шуму наводњава неколико великих река и слабо је насељена. Подручје има 57% територије нације и већину минералних ресурса. Јако је искоришћен, али је остало много природне разноликости. Рио Коко је највећа река у Централној Америци; чини границу са Хондурасом.
Постоји и прашума, која је највећа северно од Амазона и зове се Босавас.

### Флора и фауна
Главни чланак: Флора и фауна Никарагве
Никарагва је дом за богату разноликост биљака и животиња. Никарагва се налази усред Америке и ово привилеговано место омогућило је земљи да буде домаћин великом биодиверзитету. Овај фактор, заједно са временским и лаганим висинским варијацијама, омогућава земљи да има 248 врста водоземаца и гмизаваца, 183 врсте сисара, 705 врста птица, 640 врста риба и око 5.796 врста биљака.
Регија великих шума налази се на источној страни земље. Кишне шуме се налазе у департману Рио Сан Хуан и у аутономним регионима. Овај биом групише највећи биодиверзитет у земљи и углавном је заштићен биолошким резерватом Индио Маиз на југу и резерватом биосфере Босавас на северу. Никарагванске џунгле, које представљају око 9.700 km2 (2.400.000 acres), сматрају се плућима Централне Америке и чине другу по величини прашуму Америке.
Тренутно је у Никарагви 78 заштићених подручја која покривају више од 22.000 km2 (8.500 sq mi) или око 17% њене копнене масе. Ту спадају склоништа за дивље животиње и резервати природе који пружају склониште широком спектру екосистема. До сада је у Никарагви класификовано више од 1.400 животињских врста, око 12.000 врста биљака, а процењено је да 5.000 врста још увек није класификовано.
Бик ајкула је врста ајкуле која може дуже време преживети у слаткој води. Може се наћи у језеру Никарагва и реци Сан Хуан, где се често назива „никарагванска ајкула“. Никарагва је недавно забранила слатководни риболов као одговор на смањење популације никарагванских ајкула и риба.

### Промена климе
Никарагва је у почетку одлучила да се не придружи Паришком климатском споразуму, јер је сматрала да је „потребно много више активности“ од стране појединих земаља на ограничавању пораста глобалне температуре. Међутим, у октобру 2017. године, Никарагва је донела одлуку да се придружи споразуму. Ратификовала је овај споразум 22. новембра 2017.

## Историја

### Преколумбовско раздобље
Подручје приобаља Никарагве настанила су племена из данашње Колумбије. Дијалекти и језици у овој области слични су језиком чибча, којим се говори у северној Колумбији. Припадници народа Пипил доселили су се у Никарагву из централног Мексика после 500. године.
У тренутку доласка Шпанаца у ове крајеве, крајем 15. века, запад Никарагве настањивало је неколико домородачких народа који су припадали астечкој и мајанској цивилизацији. Истовремено, карипску обалу Никарагве настањивали су други народи, углавном говорници чибча језика. Углавном су се бавили ловом и сакупљањем плодова.

### Колонијално раздобље
Кристифор Колумбо је 1502, током путовања ка Панамској превлаци, постао први Европљанин који је дошао на подручје данашње Никарагве. Током свог четвртог путовања истражио је Обалу комараца на карипској обали Никарагве. Педро Аријас Давила (познат као Педраријас) предводио је прву експедицију с циљем оснивања трајних насеобина на подручју данашње Никарагве. Након што је постао гувернер Панаме 1519. године, Педраријас је послао свог рођака Хила Гонзалеза Давилу да истражи пределе северно према Никарагви. Гонзалез Давила је 1522. први пут покушао да заузме област данашње Никарагве али су га зауставили Индијанци. Педраријас је затим одлучио да пошаље Франсиска Ернандеза де Кордобу, који је до 1524. успоставио трајне насеобине у Никарагви. Љубоморан на Ернандез де Кордобин успех, Педраријас га је убио и 1527. именовао је себе гувернером Никарагве. Дужност гувернера обављао је до смрти 1531. године.
Шпанско освајање Никарагве довело је до погрома над домородачким становништвом у Пацифичком региону. Процењује се да је за три деценије од доласка Шпанаца број домородачког становништва сведен са милион на неколико десетина хиљада људи. Половина је умрла од болести које су донели Европљани а остали су углавном продати у робље за друге шпанске колоније у Новом свету. Мањи број је страдао у војним сукобима. Страдање домородаца утицало је на заостајање Никарагве за другим деловима Шпанске империје. Центри моћи у Никарагви били су градови Гранада и Леон. Успону Гранаде допринела је пољопривреда и трговина са Шпанијом преко реке Сан Хуан; док је Леон зависио од трговине са шпанским колонијама на пацифичкој обали. Оба града су често била изложена нападима пирата. Крајем 17. века, Енглеска је склопила савез са народом Мискито на карипској обали, где је основана насеобина Блуфилдс. Британци су се настанили на Обали комараца, а од 1740. до 1786. ова област је била британски протекторат.
С обзиром да са конкистадорима нису долазиле жене, Шпанци су склапали бракове са припадницама народа Никирано и Чоротега, чији су потомци местици. Данас они чине највећи део становништва на западу Никарагве.

### Независност
Проглашењем независности Мексичког царства септембра 1821. престала је да постоји Генерална капетанија Гватемале, а Никарагва је ушла у састав Првог мексичког царства. Након свргавања мексичког цара 1823, Никарагва се придружила новоствореним Уједињеним провинцијама Средње Америке, касније преименованим у Савезну Републику Средњу Америку. Независност је коначно стекла 1838. године.
Прве године независности обележило је ривалство између либерала у Леону и конзервативаца у Гранади. Овај сукоб је често прерастао у грађански рат, нарочито током четрдесетих и педесетих година 19. века. Либерали су 1855. позвали америчког авантуристу Вилијама Вокера да им помогне у борби против конзервативаца. Наредне године су организовани лажни избори на којима је Вокер изабран за председника Никарагве. Конзервативци су уз помоћ Костарике, Хондураса и других средњоамеричких земаља 1857. истерали Вокера из Никарагве, након чега су непрекидно владали током наредне три деценије.
Велика Британија, која је држала Обалу комараца као протекторат од 1655, поверила је 1859. ову област Хондурасу да би је 1860. предала Никарагви. Обала комараца задржала је широку аутономију до 1894. године када је потпуну власт над њом стекла Никарагва. У част ондашњег никарагванског председника, Хосеа Сантоса Зелаје, током чијег мандата је остварен суверенитет над Обалом комараца, ова област је постала део Департмана Зелаја.
Крајем 19. века, САД и неколико европских сила разматрало је могућности о изградњи канала кроз Никарагву, чиме би повезали Пацифички и Атлантски океан.

### Интервенција САД (1909–33)
Сједињене Америчке Државе су 1909. пружиле политичку подршку побуни снага предвођених конзервативцима против председника Зелаје. Ратни бродови САД су 18. новембра 1909. послати у ово подручје након што је по наређењу Зелаје погубљено петсто револуционара, међу којима су била и двојица Американаца. Крајем исте године Зелаја је поднео оставку.
У августу 1912, председник Никарагве, Адолфо Дијаз, затражио је од секретара за рат, генерала Луиса Мене, да поднесе оставку јер се плашио да он предводи побуну против њега. Мена је побегао из Манагве са својим братом, шефом полиције у Манагви, да би започео побуну. Када је америчко посланство затражило од председника Дијаза да осигура безбедност америчким грађанима и да заштити њихову имовину он им је одговорио да није у могућности да то учини и затражио је од Сједињених Држава да интервенишу у сукобу.
Амерички маринци су држали Никарагву под окупацијом од 1912. до 1933, изузев краја 1925. и 1926. године. Према Споразуму Брајан-Чаморо, потписаним 1914. године, САД су стекле власт над подручјем предвиђеним за изградњу канала, а закупиле су и нека острва у Карипском мору. Након евакуације америчких маринаца 1926. долази до грађанског рата између либерала и конзервативаца, што је довело до повратка америчке војске.
Од 1927. до 1933. генерал Аугусто Сесар Сандино водио је герилски рат прво против конзервативаца а након тога против америчких маринаца, с којима се борио више од пет година. Након одласка Американаца 1933, успостављена је Национална гарда, састављена од војни и полицијских снага, које су Американци обучили и опремили с циљем заштите америчких интереса.
Пошто су се амерички маринци повукли из Никарагве у јануару 1933, Сандино и новоизабрана влада, на челу са Сакасом, склопили су споразум којим ће Сандино обуставити герилску борбу у замену за амнестију, као и да ће му бити додељена земља ради бављења пољопривредом и право да годину дана задржи сто наоружаних људи. Међутим, нарастајућа нетрпељивост између Сандина и Сомозе довела је до Сомозиног наређења да Сандино буде убијен. Плашећи се да му Сандино у будућности пружи оружани отпор, Сомоза га је позвао на састанак у Манагву, где су 21. фебруара 1934. Сандина убили војници Националне гарде. Стотине мушкараца, жена и деце са Сандинове пољопривредне колоније је касније побијено.

### Владавина породице Сомоза (1927–1979)
Породица Сомоза на власт је дошла 1927. у склопу америчког плана којим је створена Национална гарда (шп. Guardia Nacional) с циљем преузимања контроле над државом. Сомоза је убрзо уклонио официре Националне гарде које је сматрао претњом а онда је сменио Сакасу и постао председник 1. јануара 1937. након лажираних избора.
Никарагва је 8. децембра 1941. објавила рат Немачкој. У Другом светском рату нису учествовали никарагвански војници али је Сомоза искористио ову прилику да конфискује имовину Никарагванаца немачког порекла. Никарагва је 1945. била међу оснивачима Уједињених нација. На Сомозу је извршен атентат 21. септембра 1956. а неколико дана касније је и преминуо. Конгрес је након тог догађаја именовао Луиса Сомоза Дебајлу, његовог најстаријег сина, за председника. Његова владавина је била веома кратка, управљао је државом само неколико година и изненада је преминуо од срчаног удара. Наследио га је Рене Шик Гутијерез, ког је већина Никарагванаца доживљавала као „марионету породице Сомоза“.
Сомозе су били једна од неколико породица или интересних група која је побрала највећим део користи од привредног раста земље од педесетих до седамдесетих година 20. века. Процењује се да је у тренутку свргавања Анастасија Сомозе Дебајле 1979. године породице располагала имовином између петсто и милијарду и по долара.
Земљотрес који је 1972. погодио Никарагву уништио је скоро 90% главног града Манагве, уз велике људске жртве. Привредна елита је временом отказивала подршку Сомози, јер је он монополизовао привредне гране неопходне у обнови земље након земљотреса.

### Никарагванска револуција
Карлос Фонсека је 1961. основао Сандинистички народни ослободилачки фронт (FSLN) (шп. Frente Sandinista de Liberación Nacional). Велики број младих Никарагванаца придружио се сандинистима након земљотреса 1972. и очигледне корупције Сомозиног режима.
Сандинисти су до краја седамдесетих година 20. века били усмерени углавном на киднаповања угледних људи с циљем стицања популарности међу становништвом. Најзапаженија акција FSLN-а је била покушај киднаповања амбасадора САД Тјунера Шелтона, децембра 1974, када је убијен бивши министар пољопривреде Хосе Марија Кастиљо. Сомозина влада је тада прихватила да сандинистима исплати тражени откуп и да им омогући пребацивање на Кубу.
Сандинисти су преузели власт у јулу 1979. године. Картерова администрација је одлучила да сарађује са новом владом, али је за узврат тражила да сандинисти не пружају подршку побуњеничким покретима у суседним државама. Сомоза је побегао из земље и на крају се настанио у Парагвају, где је убијен септембра 1980. године. Претпоставља се да су атентат извршили припадници Аргентинске револуционарне радничке партије.
Као одговор на сандинистичку власт основано је више побуњеничких група познатих под заједничким именом „контраши“. Реганова администрација је 1981. овластила Цију да контрашима пружи логистичку и стручну помоћ. Контраши су акцијама руководили из суседних земаља, Хондураса и Костарике. Започели су систематске терористичке акције против сеоског становништва Никарагве с циљем онемогућавања социјалних реформи друштва које су предузимали сандинисти. Неколико историчара је критиковало акције контраша и подршку коју им је пружала Реганова администрација, истичући бруталност и бројна кршења људских права. Ларами и Полакова, на пример, описују разарања домова здравља, школа и задруга у областима под контролом контраша. Ноам Чомски наводи и велики број убистава, силовања и мучења у овим подручјима.
Такође, контраши су саботирали привреду Никарагве и отежавали морски саобраћај постављањем подводних мина у луци Коринто. САД су такође решиле да економски притисну сандинисте, па је Реганова администрација увела потпуну блокаду трговине са Никарагвом. Поред контраша и сандинисти су оптужени за кршење људских права.
Сандинисти су победили на општим изборима одржаним 1984, који су оцењени као слободни и поштени. Реганова администрација је критиковала изборе и сматрала их је лажним јер на њима није учествовао Артуро Круз, кандидат коалиције Coordinadora Democrática Nicaragüense, коју су чиниле три десничарске партије. Међутим, администрација САД се тајно противила Крузовом учешћу јер би тиме избори добили легитимитет, што би умањило потребу за слањем америчке помоћи контрашима.
Након што је 1983. конгрес САД забранио финансирање контраша Реганова администрација је наставила да их тајно финансира тако што је новац од продаје оружја Ирану преусмеравала побуњеницима у Никарагви (Афера Иран-контра). Међународни суд правде је 1984. у спору Никарагве против Сједињених Држава пресудио да; „Сједињене Америчке Државе имају обавезу да обештете Републику Никарагву за све повреде учињене Никарагви кршењем обавеза међународног права и споразума чији су потписник Сједињене Америчке Државе“. У сукобима између контраша и сандиниста погинуло је 30.000 људи.

### Постсандинистичко раздобље
На општим изборима у Никарагви 1990. године победила је коалиција анти-сандинистичких странака (са левице и деснице) предвођена Виолетом Чаморо, удовицом Педра Хоакина Чамора. Виолета Чаморо је победила кандидата FSLN-а Данијела Ортегу, освојивши 55% гласова, чиме је постала прва жена на месту председника у некој земљи Северне и Јужне Америке. Њена администрација наследила је уништену привреду као последицу вишедеценијског грађанског рата. На следећим изборима 1996, Данијел Ортега и сандинисти су поново поражени, овог пута од Арнолда Алемана из Уставотворне либералне партије (шп. Partido Liberal Constitucionalista) (PLC). На изборима одржаним 2001. поново је победио PLC а Енрике Болањос је изабран за председника. Болањос је оптужио Алемана за корупцију а 2003. је осуђен на двадесет година затвора због проневере, прања новца и корупције. Либерали лојални Алеману и посланици FSLN-а, ускратили су председничка овлашћења председнику Болањосу и члановима његовог кабинета, тражећи од њега да поднесе оставку претећи му опозивом. Овај успорени пуч је избегнут делом захваљујући притисцима средњоамеричких председника, који су обећали да неће признати ниједан покрет који свргне Болањоса; Сједињене Државе, Организација америчких држава, и Европска унија су се такође успротивиле успореном пучу.
Избори за председника и народну скупштину су одржани 5. новембра 2006. године. За председника је изабран Данијел Ортега, а реизабран је и 2011. године.

## Административна подела
Никарагва је подељена на 15 департмана (Departamentos) и две аутономне области (Regiones Autónomas del Atlántico). Департмани се даље деле на општине којих укупно има 153.
| Департман                          | Број становника (05/2005) | Главни град    |
| ---------------------------------- | ------------------------- | -------------- |
| Боако                              | 150.636                   | Боако          |
| Каразо                             | 166.073                   | Хинотепе       |
| Чинандега                          | 378.970                   | Чинандега      |
| Чонталес                           | 153.932                   | Хуигалпа       |
| Естели                             | 201.548                   | Естели         |
| Гранада                            | 168.186                   | Гранада        |
| Хинотега                           | 331.335                   | Хинотега       |
| Леон                               | 355.779                   | Леон           |
| Мадриз                             | 132.459                   | Сомото         |
| Манагва                            | 1.262.978                 | Манагва        |
| Масаја                             | 289.988                   | Масаја         |
| Матагалпа                          | 469.172                   | Матагалпа      |
| Нова Сеговија                      | 208.523                   | Окотал         |
| Рио Сан Хуан                       | 95.596                    | Сан Карлос     |
| Ривас                              | 156.283                   | Ривас          |
| Северни атлантски аутономни регион | 314.130                   | Пуерто Кабезас |
| Јужни атлантски аутономни регион   | 306.510                   | Блуфилдс       |

## Привреда
Никарагванска привреда је била оријентисана на извоз тропских биљака и производа: банана, кафе и дувана. Производио се и квалитетан рум и узгајала говеда. Током грађанског рата велики део инфраструктуре је оштећен или уништен, а економска блокада коју су наметнуле САД довела је до колапса привреде и огромне инфлације. Након рата приватизовани су многи индустријски погони који су били у власништву државе, а инфлација је сведена на подношљиву меру. Последњих година привреда бележи брз пораст.
Никарагва је међу најсиромашнијим земљама Америке. Њен бруто домаћи производ (БДП) по паритету куповне моћи (ППП) у 2008. процењен је на 17,37 милијарди америчких долара. Пољопривреда представља 15,5% БДП-а, што је највећи проценат у Централној Америци. Дознаке чине преко 15% БДП-а Никарагве. Никарагвани који живе у иностранству у земљу шаљу близу милијарду долара. Економија је у 2011. години расла брзином од око 4%. До 2019. године, с обзиром на рестриктивне порезе и грађански сукоб, забележен је негативан раст од - 3,9%; прогноза Међународног монетарног фонда за 2020. је даљи пад од 6% због КОВИД-19.
Рестриктивне пореске мере успостављене 2019. године и политичка криза због социјалног осигурања негативно су утицале на слабу јавну потрошњу земље и поверење инвеститора у суверени дуг. Према ажурираним прогнозама ММФ-а од 14. априла 2020. године, због избијања КОВИД-19, очекује се да ће раст БДП-а пасти на -6% у 2020. години.
Према Програму Уједињених нација за развој, 48% становништва Никарагве живи испод границе сиромаштва, 79,9% становништва живи са мање од 2 долара дневно, Према подацима УН-а, 80% аутохтоних људи (који чине 5% популације) живе са мање од 1 долара дневно.
Рударство постаје главна индустрија у Никарагви, доприносећи мање од 1% бруто домаћег производа (БДП). Ограничења се постављају на сечу дрва због повећане забринутости околине због уништавања кишних шума. Али глодање се наставља упркос овим препрекама; заиста, једно дрво тврдог дрвета може вредети хиљаде долара.
Сеоски радници зависе од најамног рада у пољопривреди, посебно на кафи и памуку. Само мали део има сталне послове. Већина су мигранти који прате усеве током бербе, а други посао проналазе ван сезоне. „Нижи“ сељаци су обично мали земљопоседници без довољно земље за издржавање породице; они се такође придружују жетвној радној снази. „Виши“ сељаци имају довољно ресурса да буду економски независни. Они производе вишак који премашује њихове личне потребе да би им омогућио да учествују на националном и светском тржишту.
Радници неформалног сектора у Никарагви укључују лимарије, произвођаче душека, кројачице, пекаре, обућаре и тесаре; људи који узимају веш и пеглају или припремају храну за продају на улици; и хиљаде трговаца, власника малих предузећа (која често раде ван својих домова) и оператера тезги на пијацама. Неки раде сами, али други раде у малим продавницама (радионицама / фабрикама) које су одговорне за велики део индустријске производње у земљи. Будући да су зараде у неформалном сектору углавном врло ниске, мало породица може издржавати од једног прихода. Као и већину латиноамеричких држава, Никарагву такође карактерише врло мала виша класа, отприлике 2% становништва, која је врло богата и која поседује политичку и економску моћ у земљи која није у рукама страних корпорација и приватних индустрија. Ове породице су олигархијске природе и генерацијама владају Никарагвом, а њихово богатство је политички и економски хоризонтално и вертикално интегрисано.
Никарагва је тренутно чланица Боливаријанског савеза за Америку, који је познат и као АЛБА. АЛБА је предложила стварање нове валуте, сукре, за употребу међу својим члановима. У суштини, то значи да ће никарагванска кордоба бити замењена сукром. Остале нације које ће следити сличан образац су: Венецуела, Еквадор, Боливија, Хондурас, Куба, Сент Винсент и Гренадини, Доминика, Антигва и Барбуда.
Никарагва размишља о изградњи канала који повезује Атлантик и Тихи океан, за који је председник Данијел Ортега рекао да ће Никарагви пружити „економску независност“. Научници су изразили забринутост због утицаја на животну средину, али влада је тврдила да ће канал користити земљи стварањем нових радних места и потенцијалним повећањем годишњег раста на просечно 8% годишње. Почетак градње пројекта требало је да буде у децембру 2014. године, међутим канал Никарагва тек треба започети.

### Туризам
До 2006. године туризам је постао друга по величини индустрија у Никарагви. Раније је туризам растао за око 70% широм земље током периода од 7 година, са стопама од 10% -16% годишње. Повећање и раст довели су до тога да су приходи од туризма порасли више од 300% током периода од 10 година. Раст туризма такође је позитивно утицао на пољопривредну, комерцијалну и финансијску индустрију, као и на грађевинску индустрију. Председник Данијел Ортега изјавио је да намерава да користи туризам за борбу против сиромаштва у целој земљи. Резултати туристичке економије Никарагве били су значајни, јер је држава први пут у својој историји 2010. године примила милион туриста у календарској години.
Према информативном програму, главне атракције у Никарагви за туристе су плаже, живописне руте, архитектура градова попут Леона и Гранаде, екотуризам и агротуризам, посебно на северу Никарагве. Као резултат повећаног туризма, Никарагва је забележила пораст директних страних инвестиција за 79,1% од 2007. до 2009.
Природни резерват Лагуна Апојо створен је ерупцијом вулкана Апојо пре око 23.000 година, који је оставио огроман кратер широк 7 км који се постепено испуњавао водом. Окружен је старим зидом кратера. На ободу лагуне налазе се ресторани од којих су многи на располагању кајацима. Поред истраживања шуме око ње, у лагуни се баве многим спортовима на води, а највише кајаком.
Скијање на песку постало је популарна атракција вулкана Черо Негро у Леону. Може се пењати и на успаване и активне вулкане. Неки од најпосећенијих вулкана укључују вулкан Масаја, Момотомбо, Момбачо, Косигуина и Ометепеове Мадерас и Консепсион.

## Спољни послови
Никарагва води независну спољну политику. Никарагва је у територијалним споровима са Колумбијом око архипелага Сан Андрес и Провиденција и Квита Суено Банк и са Костариком због граничног спора који укључује реку Сан Хуан.
Међународни суд правде, у вези са случајем Никарагва против Сједињених Држава 1984. године, утврдио је да Сједињене Државе „крше своје обавезе према обичајном међународном праву да не користе силу против друге државе“, „да не интервенишу у њене послови “,„ да се не наруши суверенитет", да се не прекида мирна поморска трговина."

## Војска
Оружане снаге Никарагве чине различити војни контингенти. Никарагва има војску, морнарицу и ваздухопловство. Броји око 14.000 активних припадника, што је много мање у поређењу са бројевима виђеним током Никарагванске револуције. Иако је војска имала грубу војну историју, део њених снага, који су били познати као национална гарда, интегрисао се у оно што је данас Национална полиција Никарагве. У суштини, полиција је постала жандармерија. Национална полиција Никарагве ретко је, ако је икада означена као жандармерија. Остали елементи и радна снага који нису били посвећени националној полицији послати су да обрађују нову војску Никарагве.
Старост за служење оружаних снага је 17 година, а регрутација не предстоји. Од 2006. године војни буџет износио је приближно 0,7% расхода Никарагве.
2017. године Никарагва је потписала споразум УН-а о забрани нуклеарног оружја.

## Становништво
Становништво Никарагве је мултиетничко. Њега чине домородачка племена са Обале комараца, Европљани, Африканци, Азијци, и људи пореклом са Блиског истока. Службени језик је шпански, док домородачка племена на источној обали користе своје језике: мискито, сумо, рама, као и енглески креолски. Мешавина културних традиција створила је изузетну разноврсност у уметности и књижевности, посебно треба споменути књижевни допринос никарагванских песника и писаца Рубена Дарија, Пабла Антонија Куадра и Ернеста Карденала. Разноврсност биљног и животињског света, топла тропска клима, и активни вулкани чине Никарагву све популарнијим туристичким одредиштем.
Око 69% популације чине местици, потомци Европљана и домородачког становништва. Потомака досељених Европљана има око 17%, углавном шпанског порекла. Током 19. века долазило је до малих таласа миграције из земаља Средоземља. Око 5% осталих су чисти потомци аутохтоног становништва.
Многи Никарагвани живе у иностранству, посебно у Костарики, Сједињеним Државама, Шпанији, Канади и другим земљама Централне Америке.
Никарагва има стопу раста становништва од 1,5% од 2013. Ово је резултат једног од највиших наталитета на западној хемисфери: 17,7 на 1.000 од 2017. Стопа смртности износила је 4,7 на 1.000 током истог периода, према Уједињеним нацијама.

### Етничке групе
Већину популације Никарагве чине местици, отприлике 69%. 17% становништва Никарагве је неизмешаног европског порекла, при чему је већина шпанског порекла, док су остали немачког, италијанског, енглеског, турског, данског или француског порекла.

#### Црни креоли
Око 9% становништва Никарагве су црнци и углавном бораве на карипској (или атлантској) обали земље. Црно становништво углавном чине црни креоли који говоре енглески, а који су потомци одбеглих или бродоломних робова; многи носе име шкотских насељеника који су са собом довели робове, као што су Кембел, Гордон, Даунс и Хоџесон. Иако су многи Креоли подржавали Сомозу због његове блиске повезаности са САД-ом, они су се окупили код сандиниста у јулу 1979. године, да би убрзо након тога одбацили револуцију као одговор на нову фазу „вестернизације“ и наметања централне владавине из Манагве. Мањи је број Гарифуна, народа мешовитог западноафричког, карипског и аравачког порекла. Средином 1980-их, влада је поделила област Зелаја - које се састојало од источне половине земље - на две аутономне регије и одобрила црнцима и домороцима овог региона ограничену самоуправу унутар републике.

#### Аутохтоно становништво
Преосталих 5% Никарагвана су староседеоци, потомци првобитних становника земље. Преколумбијско становништво Никарагве састојало се од многих аутохтоних група. У западном региону, народ Нахуа био је присутан заједно са другим групама као што су народ Коротега и Субтијабас (такође познати као Марибиос или Хокан Ксију). Централни регион и карипску обалу Никарагве насељавали су домородачки народи који су били језичке групе макро-чибчана који су се мигрирали из Јужне Америке у давним временима, пре свега оно што је данас Колумбија и Венецуела. У ове групе спадају данашњи Матагапас, Мискитос, Рамас, као и Мајангнас и Улвас који су познати и као Сумоси. У 19. веку постојала је значајна домородачка мањина, али ова група је у великој мери била асимилована културно у местико већину.

### Језици
Никарагвански шпански има много аутохтоних утицаја и неколико карактеристичних карактеристика. На пример, неки Никарагванци имају тенденцију да замене / с / са / х / када говоре. Иако се шпански језик говори широм земље, земља има велику разноликост: речник, акценти и разговорни језик могу се разликовати између градова и области.
На карипској обали се говоре аутохтони језици, креолски са енглеским и шпанским. Језик Мискито, којим народ Мискито говори као први језик, док и неки други аутохтони и Афро-потомци као други, трећи или четврти језик, најчешће се говори аутохтоним језиком. Домородачким језицима Мисумалпан Маиангна и Улва говоре дотични народи са истим именима. Многи људи из Мискита, Мајангне и Улве такође говоре креолски језик, а велика већина говори и шпански. Мање од три десетине од скоро 2.000 рамских људи течно говори свој језик чибчани, при чему готово сви Рамаси говоре Рама Каји креолским језиком, а велика већина говори шпански. Лингвисти су покушали да документују и ревитализују језик током последње три деценије.
Народ Гарифуна, потомци домородачких и афро-потомака који су у Никарагву дошли из Хондураса почетком двадесетог века, недавно су покушали да ревитализују свој аравакански језик. Већина говори креолски језик као свој први језик, а шпански језик као други. Креолци или криолци, потомци поробљених Африканаца доведених на обалу комараца током британског колонијалног периода и европски, кинески, арапски и британски западноиндијски имигранти, такође говоре креолски језик као свој први језик, а шпански као други.

### Религија
Религија игра значајан део културе Никарагве и у уставу јој се пружа посебна заштита. Религијску слободу, која је загарантована од 1939. године, и верску толеранцију промовишу влада и устав.
Никарагва нема званичну религију. Очекује се да ће католички бискупи дати свој ауторитет у важним државним приликама и пажљиво се прате њихове изјаве о националним питањима. Они могу бити позвани да посредују између странака у сукобу у тренуцима политичке кризе. 1979. Мигел Д'Еското Брокман, свештеник који је прихватио Теологију ослобођења, служио је у влади као министар спољних послова када су Сандинисти дошли на власт. Највећа конфесија, и традиционално религија већине, је Римокатоличка црква. У Никарагву је дошла у 16. веку шпанским освајањем и остала је, све до 1939. године, утврђена вера.
Популарна религија ради се око светаца, који се доживљавају као посредници између људи и Бога. Већина локалитета, од главног града Манагве до малих сеоских заједница, почасти свеце заштитнике, одабране из римокатоличког календара, годишњим фиестама. У многим заједницама богата је природа одрасла око прослава светаца заштитника, попут Манагвиног Светог Доминика (Санто Доминго), почашћеног у августу са две живописне, често бујне, једнодневне поворке кроз град. Врхунац верског календара Никарагве за масе није ни Божић ни Ускрс, већ Ла Пурисима, недеља прослава почетком децембра посвећена Безгрешном зачећу, током које се у домовима и на радним местима граде сложени олтари Богородице.
Будизам се повећавао сталним приливом имиграције.

### Миграције
У односу на своје становништво, Никарагва није доживела велике таласе имиграције. Број имиграната у Никарагви, из других земаља Латинске Америке или других земаља, никада није премашио 1% укупног становништва пре 1995. године. Попис становништва 2005. показао је да је рођеног становништва у иностранству 1,2%, а да је за 10 година порастао за само 0,06%.
У 19. веку Никарагва је искусила скромне таласе имиграције из Европе. Посебно су се породице из Немачке, Италије, Шпаније, Француске и Белгије доселиле у Никарагву, посебно у делове у централном и пацифичком региону.
Такође је присутна мала блискоисточна-никарагванска заједница Сиријаца, Јермена, Јевреја и Либанаца у Никарагви. Ова заједница броји око 30.000 људи. Постоји источноазијска заједница коју углавном чине Кинези, Тајванци и Јапанци. Кинеско становништво Никарагве процењује се на око 12.000. Кинези су стигли крајем 19. века, али су били неутемељени до 1920-их.

### Дијаспора
Грађански рат приморао је многе Никарагване да започну живот ван своје земље. Многи људи су емигрирали током деведесетих и прве деценије 21. века због недостатка могућности за запошљавање и сиромаштва. Већина никарагванске дијаспоре мигрирала је у Сједињене Државе и Костарику. Данас у ове две земље живи сваки шести Никарагванин.
Дијаспора је видела Никарагване како се насељавају у мањим заједницама у другим деловима света, посебно западној Европи. Мале заједнице Никарагве налазе се у Француској, Немачкој, Италији, Шпанији, Норвешкој, Шведској и Великој Британији. Заједнице постоје и у Аустралији и на Новом Зеланду. Канада, Бразил и Аргентина угошћују мале групе ових заједница. У Азији, Јапан је домаћин малој заједници Никарагве.
Због крајњег сиромаштва код куће, многи Никарагвени сада живе и раде у суседном Ел Салвадору, земљи која има амерички долар као валуту.

### Здравље
Иако су се здравствени резултати у Никарагви побољшали током последњих неколико деценија ефикасним коришћењем ресурса у односу на друге државе Централне Америке, здравство у Никарагви и даље се суочава са изазовима који одговарају на различите потребе здравствене заштите становништва.
Влада Никарагве гарантује универзалну бесплатну здравствену заштиту за своје грађане.
Међутим, ограничења тренутних модела испоруке и неједнака расподела ресурса и медицинског особља доприносе сталном недостатку квалитетне неге у удаљенијим областима Никарагве, посебно међу руралним заједницама у централном и атлантском региону. Да би одговорила на динамичне потребе локалитета, влада је усвојила децентрализовани модел који наглашава превентивну и примарну медицинску заштиту у заједници.

### Едукација
Стопа писмености одраслих у 2005. години износила је 78,0%.
Основно образовање је бесплатно у Никарагви. Постоји систем приватних школа, од којих су многе религиозно повезане и често имају снажније програме на енглеском. Од 1979. године образовни систем је био један од најсиромашнијих у Латинској Америци. Један од првих аката новоизабране владе Сандиниста 1980. била је опсежна и успешна кампања описмењавања, која је користила ученике средњих школа, студенте и наставнике као добровољне наставнике: смањила је укупну стопу неписмености са 50,3% на 12,9% у року од само пет месеци.
Ово је био један од низа великих програма који су добили међународно признање за свој напредак у писмености, здравству, образовању, бризи о деци, синдикатима и земљишној реформи. Сандинисти су такође додали левичарски идеолошки садржај наставном програму, који је уклоњен после 1990. У септембру 1980. године, Унеско је доделио Никарагви, а Совјетски Савез спонзорисао награду Надежде Крупске за кампању писмености.

### Једнакост полова
Када је реч о родној равноправности у Латинској Америци, Никарагва се налази високо међу осталим земљама у региону. Када је реч о глобалној ранг листи по питању родне равноправности, Светски економски форум је 2015. рангирао Никарагву на дванаесто место, а у свом извештају за 2020. Никарагва је заузела пето место, иза само северноевропских земаља.
Никарагва је била међу многим земљама Латинске Америке и Кариба која је ратификовала Конвенцију о укидању свих облика дискриминације жена која је имала за циљ промоцију женских права.
2009. године у оквиру његове канцеларије за људска права створен је специјални положај за сексуалну разноликост. 2014. године, Министарство здравља 2014. године забранило је дискриминацију на основу родног идентитета и сексуалне оријентације. Ипак, дискриминација ЛГБТ особа је честа, посебно када је реч о становању, образовању и радном месту.
Извештај о хуманом развоју рангирао је Никарагву на 106 од 160 земаља у индексу родне неједнакости (ГИИ) 2017. године. Одражава родне неједнакости у три димензије - репродуктивно здравље, оснаживање и економска активност.

## Култура
Никарагванска култура има снажну фолклорну, музичку и верску традицију, под дубоким утицајем европске културе, али такође укључује звуке и укусе Индијанаца. Никарагванска култура се даље може дефинисати у неколико различитих делова. Тихоокеанска обала има снажну фолклорну, музичку и верску традицију, под дубоким утицајем Европљана. Колонизовала ју је Шпанија и има културу сличну другим латиноамеричким земљама које говоре шпански. Домородачке групе које су историјски насељавале пацифичку обалу у великој мери су асимиловане у местичку културу.
Карипска обала Никарагве некада је била британски протекторат. Енглески је још увек доминантан у овом региону и говори се заједно са шпанским и аутохтоним језицима. Његова култура слична је култури карипских држава које су биле или јесу британски посед, попут Јамајке, Белизеа, Кајманских острва итд. За разлику од западне обале, староседелачки народи карипског приморја задржали су различит идентитет, а неки и даље говоре њихове матерње језике.

### Музика
Никарагванска музика је мешавина аутохтоних и шпанских утицаја. Музички инструменти укључују маримбу и друге уобичајене у целој Централној Америци. Маримбу у Никарагви игра седећи извођач држећи инструмент на коленима. Обично га прате бас гусле, гитара и мала гитара попут мандолине. Ова музика се пушта на друштвеним функцијама као врста музике у позадини.
Маримба је направљена од плоча од тврдог дрвета постављених преко бамбусових или металних цеви различитих дужина. Игра се са два или четири чекића. Карипска обала Никарагве позната је по живахном, сензуалном облику плесне музике под називом Пало де Мајо који је популаран у целој земљи. Посебно је гласан и слави се током фестивала Пало де Мајо у мају. Заједница Гарифуна (афро-индијански) позната је по популарној музици званој Пунта.

### Плес
Плес у Никарагви варира у зависности од региона. Рурална подручја имају тенденцију да се јаче фокусирају на кретање кукова и окрета. Плесни стил у градовима фокусира се првенствено на софистициранији рад ногу поред покрета и окрета. Комбинације стилова из Доминиканске Републике и Сједињених Држава могу се наћи широм Никарагве. Плес бачата популаран је у Никарагви. Значајан утицај бачата плеса долази од Никарагвана који живе у иностранству, у градовима који укључују Мајами, Лос Анђелес и, у много мањој мери, Њујорк. Танго се такође недавно појавио у културним градовима и пригодама балских плесова.

### Књижевност
Порекло никарагванске књижевности може се пратити од претколумбовског доба. Митови и усмена књижевност формирали су космогени поглед на свет староседелачких народа. Неке од ових прича и данас су познате у Никарагви. Као и многе латиноамеричке земље, шпански освајачи су највише утицали и на културу и на литературу. Никарагванска књижевност је у историји била важан извор поезије у шпанском говорном подручју, са међународно познатим сарадницима попут Рубена Дарија који се сматра најважнијом књижевном фигуром у Никарагви. Назван је „оцем модернизма“ за вођење модернизма књижевног покрета крајем 19. века. Међу осталим књижевним личностима су Карлос Мартинез Ривас, Пабло Антонио Квадра, Алберто Квадра Мехија, Маноло Квадра, Пабло Алберто Квадра Аргуељо, Орландо Квадра Давнинг, Алфредо Алегрија Росалес, Серхио Рамирез Мерсадо, Ернесто Карденал, Гиосонда Бели, Кларибелро Алегрија и Хосе Коребелро Алегрија, Хосе Корес и други.
Сатирична драма El Güegüense било је прво књижевно дело постколумбијске Никарагве. Написан и на астечком и на шпанском, сматра се једним од најосебујнијих израза из колонијалне ере Латинске Америке и потписом фолклорног ремек-дела Никарагве, делом отпора шпанском колонијализму који је комбиновао музику, плес и позориште. Позоришну представу написао је анонимни аутор у 16. веку, чинећи је једним од најстаријих аутохтоних позоришних / плесних дела западне хемисфере. Унеско га је 2005. препознао као „наследство човечанства“. После векова популарног извођења, представа је први пут објављена у књизи 1942.

### Кухиња
Никарагванска кухиња је мешавина шпанске хране и јела претколумбовског порекла. Традиционална кухиња се мења са Пацифика на карипску обалу. Главна намирница тихоокеанске обале врти се око локалног воћа и кукуруза, кухиња карипског приморја користи морске плодове и кокос.
Као и у многим другим земљама Латинске Америке, кукуруз је основна храна и користи се у многим јелима која се широко конзумирају, као што су накатамал и индио виехо. Кукуруз је такође састојак пића као што су пинолило и чика, као и слаткиши и десерти. Поред кукуруза, врло често се једу пиринач и пасуљ.
Гало пинто, национално јело Никарагве, прави се од белог пиринча и црвеног пасуља који се кувају појединачно, а затим заједно прже. Јело има неколико варијација, укључујући додатак кокосовог млека и / или нарибаног кокоса на карипској обали. Већина Никарагваца започиње свој дан гало пинтом. Гало пинто се најчешће служи са карне асадом, салатом, прженим сиром, или мадуросом.
Многа јела Никарагве укључују аутохтоно воће и поврће као што су хокоте, манго, папаја, тамариндо, пипијан, банана, авокадо, јука и биље попут силантра, оригана и ачиоте.
Традиционалне грицкалице са уличном храном пронађене у Никарагви укључују „куесиљо“, густу тортиљу са меким сиром и кајмаком, „тахадас“, пржени чипс од трпуца, „мадурос“, динстану, зрелу боквицу и „фреска“, свежи сокови попут хибискуса и тамаринд који се обично служи у пластичној кеси са сламком.
Понекад се једу и тапири, игуане, јаја корњача, армадилоси и змије, али због претњи изумирањем ових дивљих створења настоји се сузбити овај обичај.

### Медији
За већину Никарагванаца радио и ТВ су главни извори вести. Постоји више од 100 радио станица и неколико ТВ мрежа. Кабловска ТВ је доступна у већини урбаних подручја.
Никарагвански штампани медији су различити и пристрасни, заступајући про и антивладине ставове. Публикације укључују La Prensa, El Nuevo Diario, Confidencial, Hoy и Mercurio. Интернет вести укључују Confidencial и The Nicaragua Dispatch.

### Спорт
Бејзбол је најпопуларнији спорт у Никарагви. Иако су се неки професионални никарагвански бејзбол тимови недавно распали, земља и даље ужива снажну традицију бејзбола у америчком стилу.
Бејзбол је у Никарагву уведен током 19. века. На карипској обали, мештане Блуфилдса је 1888. године Алберт Адлесберг, продавац из Сједињених Држава, научио како се игра бејзбол. Бејзбол се није примио на пацифичкој обали све до 1891. године када је група углавном студената из Сједињених Држава основала „La Sociedad de Recreo“ (Друштво за рекреацију) где су се бавили разним спортовима, а бејзбол је био најпопуларнији.
Никарагва је имала свој удео у МЛБ играчима, укључујући пречицу Еверт Кабреру и бацача Висенте Падилу, али најзапаженији је Денис Мартинез, који је био први бејзбол играч из Никарагве који је играо бејзбол у америчкој Мејџор Лиги. Постао је први бацач рођен из Средње Америке, који је извео савршену игру, и 13. у историји главне лиге, када је 1991. играо са Монтреал Екпосом против Доџерса на Доџер стадиону.
Бокс је други најпопуларнији спорт у Никарагви. Земља је имала светске шампионе као што су Алекис Аргуело и Рикардо Мајорга, као и Роман Гонзалез. Недавно је фудбал стекао популарност. Национални стадион Денис Мартинез служио је као место за бејзбол и фудбал. Први национални фудбалски стадион у Манагви икада, Национални фудбалски стадион Никарагва, завршен је 2011.
Национална кошаркашка репрезентација Никарагве недавно је постигла успех пошто је освојила сребрну медаљу на Централноамеричким играма 2017.